# 沙尔多讷
沙尔多讷（法語：Chardonne）是瑞士联邦西部法语区的沃州下设的一个镇。在行政上属于湖滨高地区管辖。沙尔多讷的总面积为10.32平方公里。截至2010年底，总人口为2,651。

## 地理
沙尔多讷位于莱芒湖东北岸。

## 友好城市
- 法國 巴伯济约-圣伊莱尔